# 천장지구 2
《천장지구 2 - 속 천장지구》(天長地久 2: Days Of Tomorrow)는 홍콩에서 제작된 유우명 감독의 1993년 로맨틱 드라마 영화이다. 유덕화 등이 주연으로 출연하였다.

## 출연

### 주연
- 유덕화
- 유금령
- 오가려

### 조연
- 엽진
- 서호영
- 방평
- 진국방
- 방평
- 유강
- 엽덕한

## 기타
- 의상: 양화생

## KBS 성우진 (1997년 9월 16일)
- 임은정 - 소청(오천련)
- 김민석 - 진부(곽부성)
- 김영민 - 화선
- 주호성 - 표형사(관해산)
- 김계원
- 문영래
- 이호인
- 장승길
- 성완경
- 전인배
- 이용순